# Карпин
Карпин (њем. Carpin) општина је у њемачкој савезној држави Мекленбург-Западна Померанија. Једно је од 53 општинска средишта округа Мекленбург-Штрелиц. Према процјени из 2010. у општини је живјело 964 становника. Посједује регионалну шифру (AGS) 13055011.

## Географски и демографски подаци
Карпин се налази у савезној држави Мекленбург-Западна Померанија у округу Мекленбург-Штрелиц. Општина се налази на надморској висини од 80 метара. Површина општине износи 63,6 km². У самом мјесту је, према процјени из 2010. године, живјело 964 становника. Просјечна густина становништва износи 15 становника/km².